# Pocahontas (Virgínia)
Pocahontas és una població dels Estats Units a l'estat de Virgínia. Segons el cens del 2000 tenia 441 habitants.

## Demografia
Segons el cens del 2000, Pocahontas tenia 441 habitants, 190 habitatges, i 122 famílies. La densitat de població era de 283,8 habitants per km².
Dels 190 habitatges en un 27,9% hi vivien nens de menys de 18 anys, en un 45,3% hi vivien parelles casades, en un 16,8% dones solteres, i en un 35,3% no eren unitats familiars. En el 32,6% dels habitatges hi vivien persones soles el 14,7% de les quals corresponia a persones de 65 anys o més que vivien soles. El nombre mitjà de persones vivint en cada habitatge era de 2,32 i el nombre mitjà de persones que vivien en cada família era de 2,98.
Per edats la població es repartia de la següent manera: un 24,7% tenia menys de 18 anys, un 8,6% entre 18 i 24, un 21,1% entre 25 i 44, un 27,7% de 45 a 60 i un 17,9% 65 anys o més.
L'edat mediana era de 41 anys. Per cada 100 dones de 18 o més anys hi havia 82,4 homes.
La renda mediana per habitatge era de 22.917 $ i la renda mediana per família de 30.357 $. Els homes tenien una renda mediana de 22.232 $ mentre que les dones 17.321 $. La renda per capita de la població era de 12.124 $. Entorn del 19,8% de les famílies i el 17,9% de la població estaven per davall del llindar de pobresa.

## Poblacions més properes
El següent diagrama mostra les poblacions més properes.